# Histopathology
Histopathology ist eine wissenschaftliche Fachzeitschrift, die vom Wiley-Blackwell-Verlag im Auftrag der Britischen Abteilung der International Academy of Pathology veröffentlicht wird. Sie erscheint mit 13 Ausgaben im Jahr. Es werden Arbeiten veröffentlicht, die sich mit allen Aspekten der Histopathologie beschäftigen.
Der Impact Factor lag im Jahr 2021 bei 7,778. Nach der Statistik des ISI Web of Knowledge wird das Journal mit diesem Impact Factor in der Kategorie Pathologie an 7. Stelle von 77 Zeitschriften und in der Kategorie Zellbiologie an 49. Stelle von 194 Zeitschriften geführt.